# 3966 Cherednichenko
3966 Cherednichenko (1976 SD3) là một tiểu hành tinh nằm phía ngoài của vành đai chính được phát hiện ngày 24 tháng 9 năm 1976 bởi Chernykh, N. ở Nauchnyj.